# اس‌اوجی
اس‌اوجی (انگلیسی: SOG) شرکت ابزارسازی آمریکایی است، که در سال ۱۹۸۶ تأسیس شد.